# Abdoulaye M'Baye
Abdoulaye M'Baye (Berck, 3 novembre 1988) è un cestista francese.

## Palmarès
- Leaders Cup: 1

Gravelines: 2013
- Match des Champions: 1

Digione: 2006